# キノエネ醤油
キノエネ醤油株式会社（キノエネしょうゆ）は、千葉県野田市にある醤油を主とする醸造業者。1830年（天保元年）に山下家第10代の山下平兵衛が創業した。「キノエ醤油」「甲子：キノヘネ」などと略して呼ばれることがある。

## 概要
野田においては古くから醤油製造が盛んだったが、多くの業者が共同出資によりキッコーマンに集約した後も、独立を維持してきた唯一のメーカーである。
本社社屋は1897年（明治30年）に建設された伝統建築で、作業を行う工場建物も確認できる最古のものが1921年（大正10年）建築の鉄筋コンクリート造とされ、これらの建物群は「近代産業遺跡としての歴史的価値が高い」と評されている。キノエネ醤油工場群は、2007年（平成19年）11月30日に経済産業省認定の近代化産業遺産「野田市の醸造関連遺産」として認定された。また、野田の醤油生産と髙梨氏庭園としてちば遺産100選（利根川・江戸川と水運のゾーン）にも選定されている。